# 米原市立河南中学校
米原市立河南中学校（まいばらしりつ かなんちゅうがっこう）は、滋賀県米原市河南にある公立中学校。

## 沿革
戦後の学制改革に伴い1947年4月、醒井村、息郷村の新制中学校として、醒井村立醒井中学校、息郷村立息郷中学校がそれぞれ開校した。中学校としての独立した校舎はまだなく、醒井村立醒井小学校、息郷村立息郷小学校の校舎を借用したものだった。2年後の 1949年4月、両校を統合し、学校組合立醒井息郷中学校が開校したが、小学校の借用状態はそのままで、醒井校舎、息郷校舎として引き続き使用された。1年後の1950年4月には学校組合立河南中学校へ改称されたが、小学校の借用状態は相変わらずであった。中学校として独立した校舎への移転は開校から5年後の1952年4月に実現した。1956年4月には昭和の大合併により1町2村（米原町・醒井村・息郷村）が合併して米原町が発足し、河南中学校は米原町立河南中学校に改称した。

### 年表
- 1947年4月 - 醒井村立醒井中学校、息郷村立息郷中学校が開校
- 1949年4月 - 両校を統合し、学校組合立醒井息郷中学校が開校（醒井校舎、息郷校舎として使用）
- 1950年4月 - 学校組合立河南中学校へ改称（醒井校舎、息郷校舎として使用）
- 1952年4月 - 新校舎（独立校舎）が竣工
- 1956年4月 - 1町2村（米原町・醒井村・息郷村）が合併して米原町が発足したことにより、米原町立河南中学校に改称
- 1991年12月 - 拡張用の用地を取得
- 1992年11月 - 造成工事が竣工
- 1992年12月 - 起工式を実施
- 1993年11月 - 新校舎が竣工（15日に開校式を挙行）
- 1994年3月 - 改築工事が竣工（旧校舎を解体後、グラウンドとして整備）
- 2005年2月 - 坂田郡3町の合併に伴い米原市立河南中学校へ改称

## 交通アクセス
- JR東海道本線 醒ケ井駅下車

## 主な通学区域
- 米原市立河南小学校の校区[1]。

## 周辺施設
- 名神高速道路
- 国道21号

## 著名な出身者
- ヒロ・ヤマガタ（画家）